# Шотова
Шотова (Шотова гора) — деревня в Пинежском районе Архангельской области России. Входит в состав Карпогорского сельского поселения.

## География
Деревня расположилась на высоком правом берегу реки Пинега, вдоль региональной автодороги 11К-461, в 6 километрах от села Карпогоры.
В деревне несколько микрорайонов — бывших населённых пунктов: Заручей, Морозница, Носовака, Подгорье, Чернилица

## История
В прежние времена среди пинежан Шотова славилась как богатая деревня. Выйти замуж за шотогорца считалось большой удачей.
Зажиточность Шотогор проистекала из двух факторов. Именно в этом месте реки Пинега полоса пойменных лугов особенно широка. Это позволяло держать большое поголовье скота. Зимой и весной местные жители хорошо подрабатывали
на лесном промысле, организованном местными уроженцами братьями Кыркаловыми.
В 1909 году купец Северьян Кыркалов построил здесь храм во имя Покрова Пресвятой Богородицы.

## Население
| 2002 | 2010 | 2012 |
| ---- | ---- | ---- |
| 528  | ↘429 | ↗502 |

## Известные уроженцы, жители
- Суховерхова, Ангелина Евдокимовна (1897—1965) — русская советская сказительница.

## Инфраструктура
Личное подсобное хозяйство с зоной сельскохозяйственного использования, индивидуальная застройка усадебного типа.
Основа экономики — сельское хозяйство.
ФАП, детский сад, отделение почтовой связи 164629.

## Достопримечательности
Храм во имя Покрова Пресвятой Богородицы
В деревне на стене дома установлена деревянная мемориальная доска с текстом: «В этом доме жила 1914—1936 гг., 1962—1965 гг. народная сказительница Ангелина Евдокимовна Суховерхова».
Памятник «Воинам, павшим в годы Великой Отечественной войны».

## Транспорт
Деревня доступна автотранспортом. Остановки общественного транспорта.

## Карты
- Шотова. Публичная кадастровая карта. Дата обращения: 27 марта 2016. Архивировано из оригинала 7 апреля 2016 года.